# Матросово (Днепропетровская область)
Матросово (укр. Матросове) — село,
Проминьский сельский совет,
Солонянский район,
Днепропетровская область,
Украина.
Код КОАТУУ — 1225086206. Население по переписи 2001 года составляло 53 человека.

## Топоним
Известен как Францовка. * В 1946 г. хутор Францево переименован в Матросово.

## Географическое положение
Село Матросово находится в 2-х км от правого берега реки Грушевка, недалеко от её истоков.
На расстоянии в 0,5 км расположено село Дальнее, в 1,5 км — село Проминь.

## Население
| 2001 |
| ---- |
| 53   |

## Известные уроженцы, жители
- Скомороха, Виктор Егорович (род. 1941) — советский и украинский судья, кандидат юридических наук.

## Транспорт
Рядом проходит железная дорога, станция Платформа 277 км в 2-х км.